# Isabella Löwengrip

Isabella Löwengrip (2013)

Isabella Desirée Löwengrip Rydberg, auch bekannt als Blondinbella (* 21. Oktober 1990 in Stockholm), ist eine schwedische Bloggerin, Unternehmerin, Schriftstellerin und zeitweise Chefredakteurin des egoboost Magazine.

## Leben und Wirken
Löwengrip war als Schülerin auf dem Jensen Norra Gymnasium in Stockholm und war während dieser Zeit auch politisch aktiv in der Jugendorganisation MUF der liberalkonservativen Moderata samlingspartiet. Der Blog Blondinbella thematisiert Lebensstil und Haltung der Stockholmer Jeunesse dorée. Blondinbella, den Löwengrip im Alter von 14 Jahren 2005 begann, war im Jahr 2010 der drittgrößte private schwedische Blog (nach Kenza und Kissie von Blog Portal). 
2011 hatte der Blog 400.000 Besucher pro Woche.
Sie ist die Tochter von Per Rydberg, der auch an ihren Unternehmen beteiligt ist.
Am 31. August 2013 heiratete sie Odd Spångberg; das Paar hat zwei gemeinsame Kinder.
Im Mai 2017 kündigte Löwengrip in ihrem Blog ihre Scheidung an.
Löwengrip hat verschiedene Bücher geschrieben und war eine Zeitlang Chefredakteurin des Egoboost Magazine, einer Frauenzeitschrift mit einer Auflage um 20.000 Exemplare per Monat im freien Verkauf und weiteren 10.000 über Werbekanäle.
2008 war sie mit der Sendung Blondinbellas TV-dagbok im Kabelkanal TV400 präsent und nahm bei verschiedenen Showformaten teil, so Let’s Dance 2009 beim Privatsender TV4 und der Bella & Tyra Show, einer Web-TV-Show eines bedeutenden Einkaufszentrums in Stockholm. 2011 nahm sie bei der schwedischen Version der Fernsehserie Fort Boyard Fångarna på fortet teil.
Löwengrip lancierte ihre eigene unternehmerische Tätigkeiten insbesondere im Bereich Kosmetika; in der Presse wurde von einem Umsatz von SEK 75 Mio. mit 40 Mitarbeitern berichtet.
Gleichzeitig kam Löwengrip zunehmend für ihren aufwendigen Lebensstil unter Kritik, besonders nach ihrer Scheidung. Anfang 2020 wurde bekannt, dass ihre unternehmerische Tätigkeiten Verluste erlitten, und dass sie ihren letzten Mitarbeiter hat entlassen müssen.

## Werke
- Isabella Löwengrip: Egoboost!: Blondinbellas överlevnadsguide för unga tjejer. Forum, Stockholm 2010, ISBN 978-91-37-13593-9 (schwedisch).
- Isabella Löwengrip: Isabellas hemligheter : så tog jag huvudrollen i mitt eget liv. Forum, Stockholm 2012, ISBN 978-91-37-13689-9 (schwedisch).
- Isabella Löwengrip, Pingis Hadenius: Economista : ta makten över din ekonomi och få ett roligare liv. Forum, Stockholm 2013, ISBN 978-91-37-13689-9 (schwedisch).